# Barnabé Delarze

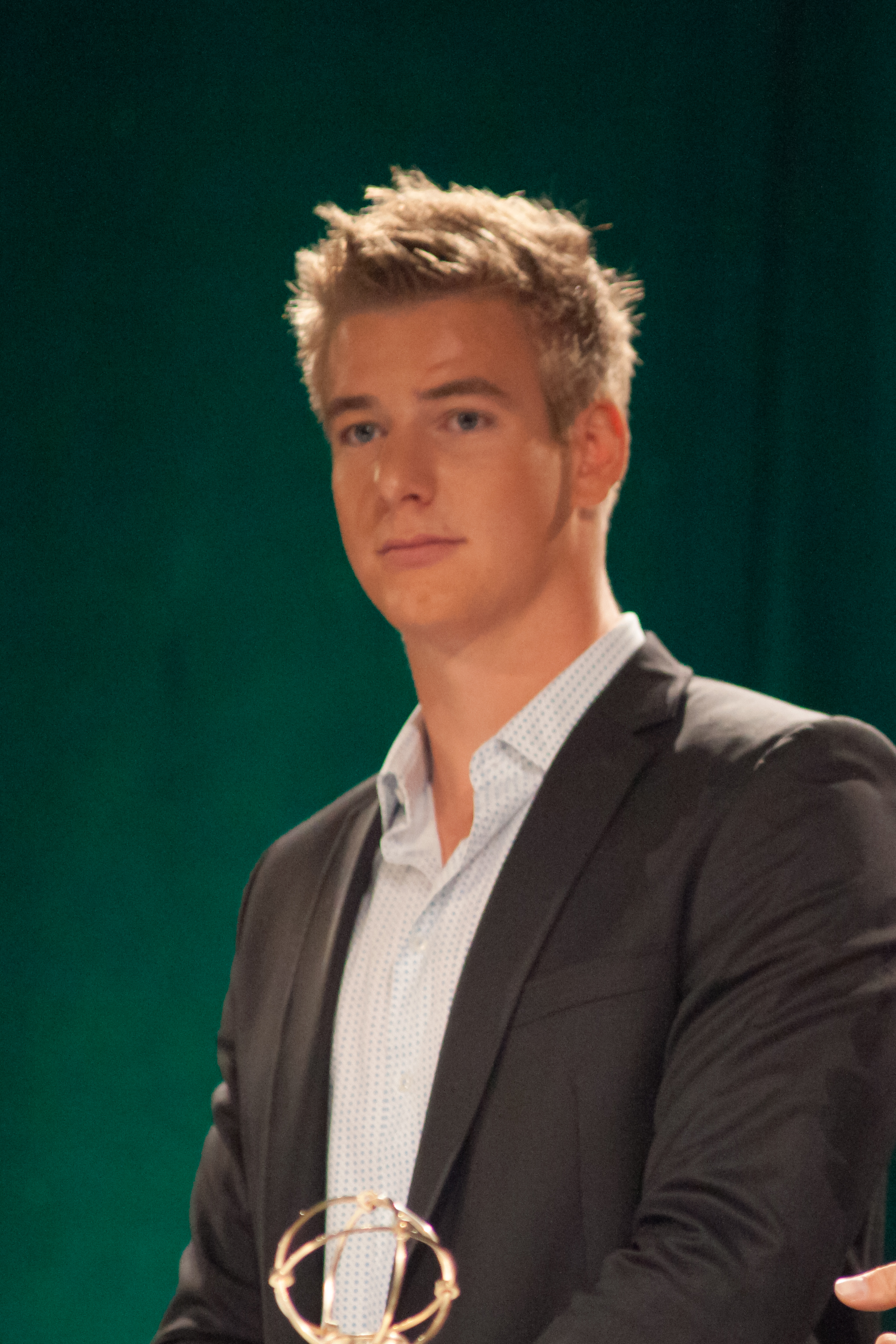
Barnabé Delarze (2014)

Barnabé Delarze (* 30. Juni 1994 in Lausanne) ist ein Schweizer Ruderer. 2018 war er Weltmeisterschaftszweiter im Doppelzweier.

## Sportliche Karriere
Der 1,93 m grosse Barnabé Delarze erreichte bei den Junioren-Weltmeisterschaften 2011 zusammen mit Roman Röösli den vierten Platz im Doppelzweier. Bei den Junioren-Weltmeisterschaften im Rudern 2012 gewann Delarze zusammen mit Damien Tollardo die Bronzemedaille. 2013 belegte der Schweizer Doppelvierer mit David Aregger, Augustin Maillefer, Nico Stahlberg und Barnabé Delarze den fünften Platz bei den Europameisterschaften in Sevilla. Mit Roman Röösli für Aregger gewann die Crew den Titel bei den U23-Weltmeisterschaften. Bei den Weltmeisterschaften 2013 in der Erwachsenenklasse belegten Aregger, Maillefer, Stahlberg und Delarze den sechsten Platz. 2014 verpasste der Schweizer Doppelvierer mit Tollardo, Maillefer, Stahlberg und Delarze den A-Final bei den Europameisterschaften und belegte den elften Platz. Bei den U23-Weltmeisterschaften siegte der Schweizer Doppelvierer mit Tollardo, Maillefer, Röösli und Delarze. Einen Monat später ruderte Delarze bei den Weltmeisterschaften in Amsterdam im Einer auf den zwölften Platz. 2015 belegten Stahlberg, Maillefer, Delarze und Röösli den siebten Platz bei den Europameisterschaften 2015 in Posen. Bei den Weltmeisterschaften auf dem Lac d’Aiguebelette erreichten die Schweizer den fünften Platz und damit die direkte Olympiaqualifikation. Bei den Olympischen Spielen in Rio de Janeiro belegten Stahlberg, Maillefer, Röösli und Delarze als Sieger des B-Finals den siebten Platz im Doppelvierer.
Bei den Europameisterschaften 2017 in Račice u Štětí gewannen Röösli und Delarze die Bronzemedaille im Doppelzweier hinter den Booten aus Italien und Polen. Vier Monate später belegten die Schweizer den achten Platz bei den Weltmeisterschaften in Sarasota. Bei den Europameisterschaften 2018 in Glasgow belegten Delarze und Stahlberg den fünften Platz. Anderthalb Monate danach fanden in Plowdiw die Weltmeisterschaften 2018 statt, Röösli und Delarze gewannen die Silbermedaille im Doppelzweier hinter den Franzosen. Zum Auftakt der Saison 2019 gewannen Röösli und Delarze hinter den Polen Silber bei den Europameisterschaften in Luzern. Anschliessend siegten die beiden bei den Weltcup-Regatten in Posen und Rotterdam. Bei den Weltmeisterschaften 2019 in Linz-Ottensheim belegten sie den fünften Platz. 2020 gewannen sie bei den Europameisterschaften die Silbermedaille hinter dem Boot aus den  Niederlanden. Bei den Olympischen Spielen in Tokio erreichte der Schweizer Doppelzweier den fünften Platz.